# کوبونتو
کوبونتو (به انگلیسی: Kubuntu) یک نسخه رسمی از سیستم‌عامل اوبونتو است که از محیط رومیزی کی‌دی‌ئی پلاسما به جای محیط رومیزی گنوم استفاده می کند. به عنوان بخشی از پروژه اوبونتو، کوبونتو نیز از همان سیستم‌های زیربنایی (مانند مدیر بسته و مخازن) اوبونتو استفاده می‌کند و به طور منظم، طبق برنامه زمانی اوبونتو منتشر می‌شود.
کوبونتو تا سال ۲۰۱۲ توسط شرکت کنونیکال و سپس مستقیماً توسط بلو سیستمز (به انگلیسی: Blue Systems) حمایت مالی شد و اکنون، کارمندان این شرکت در پشتیبانی کی‌دی‌ئی و دبیان مشارکت می‌کنند و توسعه خودِ کوبونتو توسط مشارکت‌کنندگان جامعه انجام می‌شود. همچنین در طول تغییر (تمامی نسخه‌ها) ، کوبونتو استفاده از سرورهای پروژه اوبونتو و توسعه دهندگان موجود را حفظ کرد.

## نگارخانه

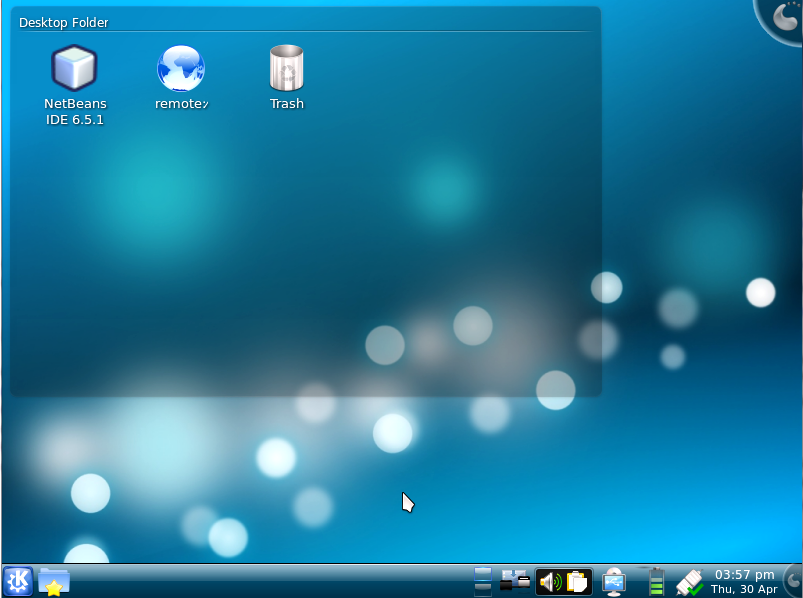
کوبونتو ۹٫۰۴
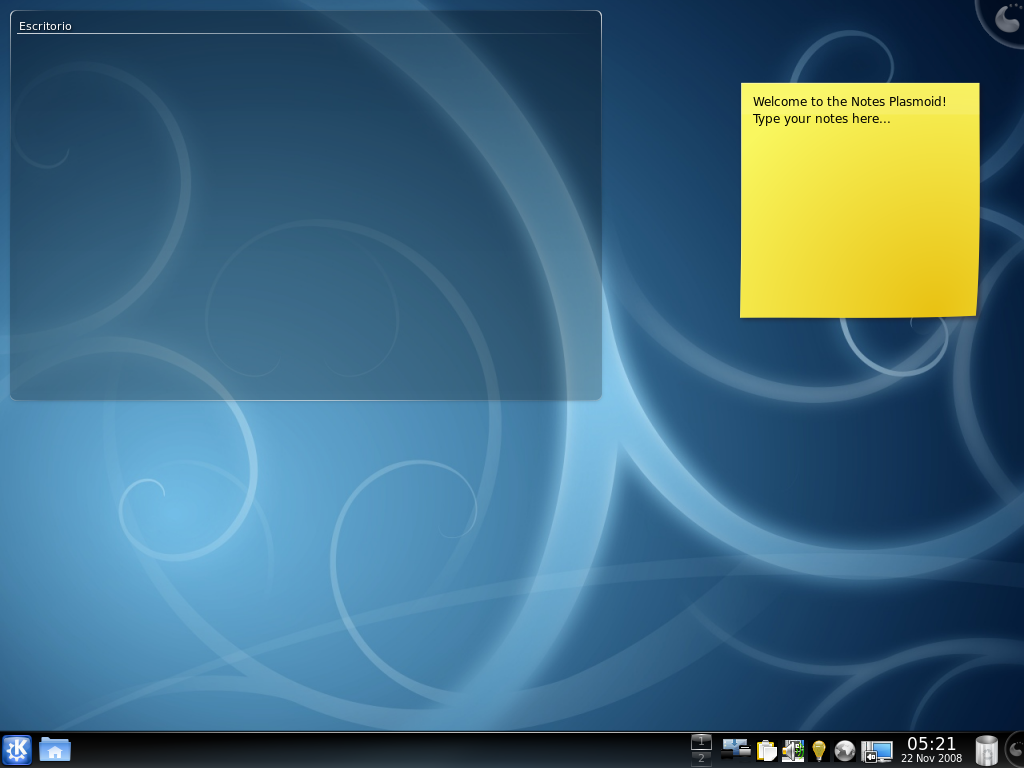
کوبونتو ۸٫۱۰
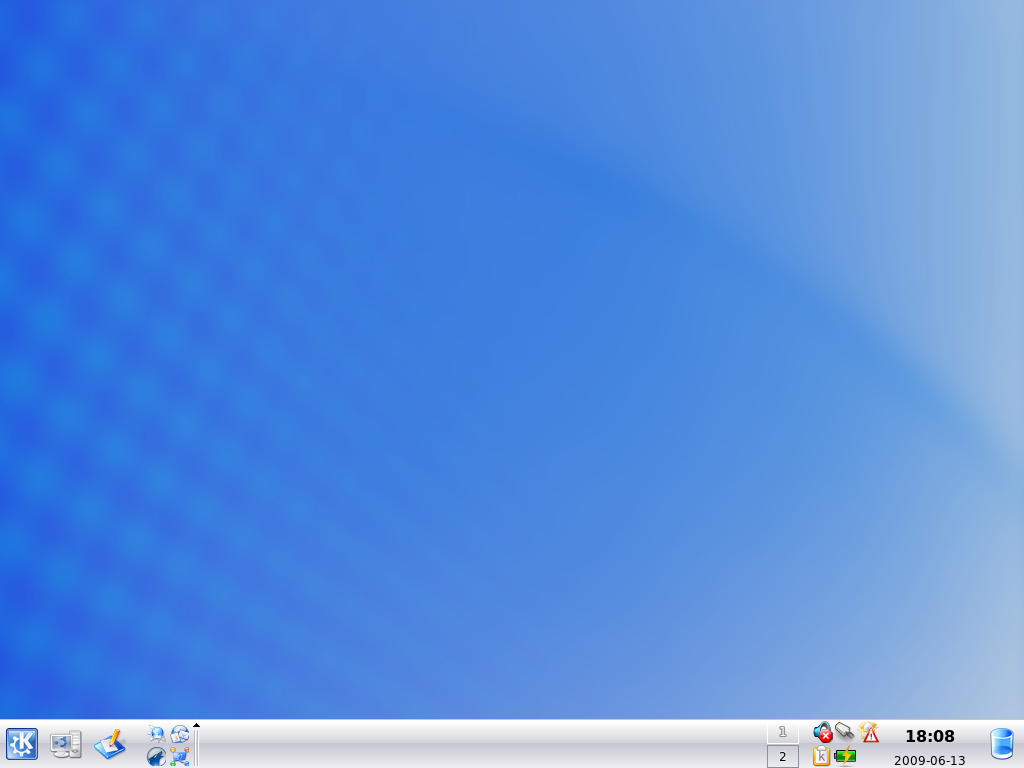
کوبونتو ۸٫۰۴
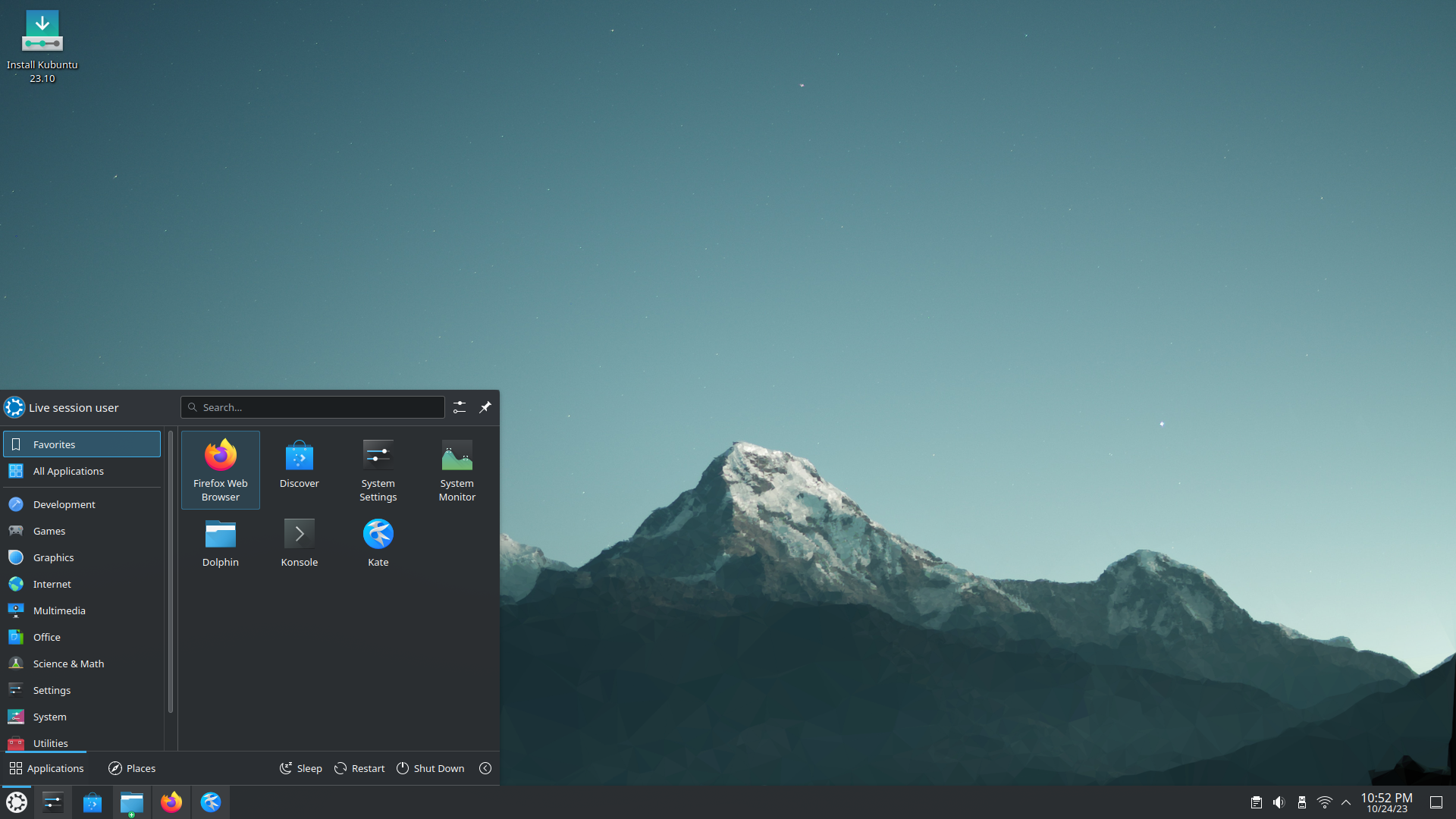
کوبونتو ۲۳٫۱۰